# Панда Кунг-Фу (франшиза)
Франшиза «Панда Кунг-Фу» студії DreamWorks Animation включає в себе чотири повнометражних мультфільми: «Панда Кунг-Фу» (2008), «Панда Кунг-Фу 2» (2011), «Панда Кунг-Фу 3» (2016) та «Панда Кунг-Фу 4» (2024). А також дві короткометражки, які здобули нагороду Енні: «Таємниці Несамовитої П'ятірки» (2008) та «Секрети Майстрів» (2011); «Спеціальний» телевізійний випуск «Свято Панди Кунг-Фу» (2010) і анімаційний серіал «Панда Кунг-Фу: Легенди крутості» (2011).

## Повнометражні фільми
- Панда Кунг-Фу (2008)
- Панда Кунг-Фу 2 (2011)
- Панда Кунг-Фу 3 (2016)
- Панда Кунг-Фу 4 (2024)

## Короткометражки
- Секрети Несамовитої П'ятірки (2008)
- Секрети Майстрів (2011)
- Свято Панди Кунг-Фу (2010)
- Кунг-Фу Панда: Таємниці Сувою (2016)
- Panda Paws (2016) Panda Paws — короткометражний фільм, що вийшов разом із домашніми засобами масової інформації Kung Fu Panda 3. Panda Paws за участю персонажа Мей Мей змагається з Бао на «Весняному фестивалі».

## Мультсеріали
- Панда Кунг-Фу: Легенди крутості (2011)
- Панда Кунг-Фу: Лапи долі (Kung Fu Panda: The Paws of Destiny (2018))

## Реліз

### Касові збори
| Фільм           | Прем'єра       | Збори        | Збори      | Збори                            | Збори          | Місце | Місце | Бюджет       | Посилання |
| Фільм           | Прем'єра       | США          | Україна    | Інші країни (включно з Україною) | Весь світ      | США   | Світ  | Бюджет       | Посилання |
| --------------- | -------------- | ------------ | ---------- | -------------------------------- | -------------- | ----- | ----- | ------------ | --------- |
| Панда Кунг-Фу   | 6 червня 2008  | $215,434,591 | $1,964,576 | $416,309,969                     | $631,744,560   | #97   | #53   | $130,000,000 | [ 1 ]     |
| Панда Кунг-Фу 2 | 26 травня 2011 | $165,249,063 | $2,286,825 | $500,443,218                     | $665,692,281   | #181  | #49   | $150,000,000 | [ 2 ]     |
| Усього          | Усього         | $380,586,289 | $4,251,401 | $916,753,187                     | $1,297,436,841 | Н/Д   | Н/Д   | $280,000,000 | Н/Д       |

### Критика
| Фільм               | Rotten Tomatoes     | Rotten Tomatoes    | Metacritic         |
| Фільм               | Усі критики         | Топ-критики        | Metacritic         |
| ------------------- | ------------------- | ------------------ | ------------------ |
| Панда Кунг-Фу       | 88 % (164 рецензії) | 77 % (34 рецензії) | 73 % (33 рецензії) |
| Панда Кунг-Фу 2     | 83 % (155 рецензій) | 80 % (30 рецензій) | 67 % (31 рецензія) |
| Середнє арифметичне | 86 %                | 78 %               | 70 %               |

## Відеоігри
- Kung Fu Panda — гра за мотивами першого мультфільму. Її випустила компанія Activision у червні 2008 року на PC, Microsoft Windows, Nintendo DS, PlayStation 2, PlayStation 3, Wii та Xbox 360.
- Kung Fu Panda: Legendary Warriors — продовження гри Kung Fu Panda. Також випустила Activision 5 листопада для Nintendo DS, і 5 грудня 2008 року для Wii.
- Kung Fu Panda World — онлайн-гра, віртуальний світ. Вийшла 12 квітня 2010 року. Гравцям надається можливість грати в ігри, спілкуватися в чаті, вивчати стилі кунг-фу і завести власного улюбленця.
- Kung Fu Panda 2 — гра, дійство у якій відбувається після другого мультфільму. Її розробила THQ, вона вийшла 23 травня 2011 року для Nintendo DS, PlayStation 3, Wii та Xbox 360.

Шоу арени
Режисер міжнародного розважального режисера Франко Драгон — найвідоміший за Ле Рев та Будинок танцюючих вод — Кунг-фу Панда: Арена «Спектакль» — це поточне живе шоу на арені, в якому беруть участь персонажі з панди Кунг-фу. Поєднуючи циркову та китайську акробатику, а також ефекти шоу на арені, постановка повинна була вийти приблизно в той самий час Кунг-фу Панда 2. [31] Після кількох міських кастинг-турів у 2010 році [32] виробництво йшло за закритими дверима до кінця 2011 року, коли був оголошений новий набір прослуховувань на наступний рік. Однак незадовго до оголошених прослуховувань у січні 2012 року було оголошено, що як Франко Драгон, так і DreamWorks вирішили перенести дату відкриття шоу в прямому ефірі, скасувавши всі прослуховування [34]. Відтоді більше оголошень не надходило.
Пам'ятки

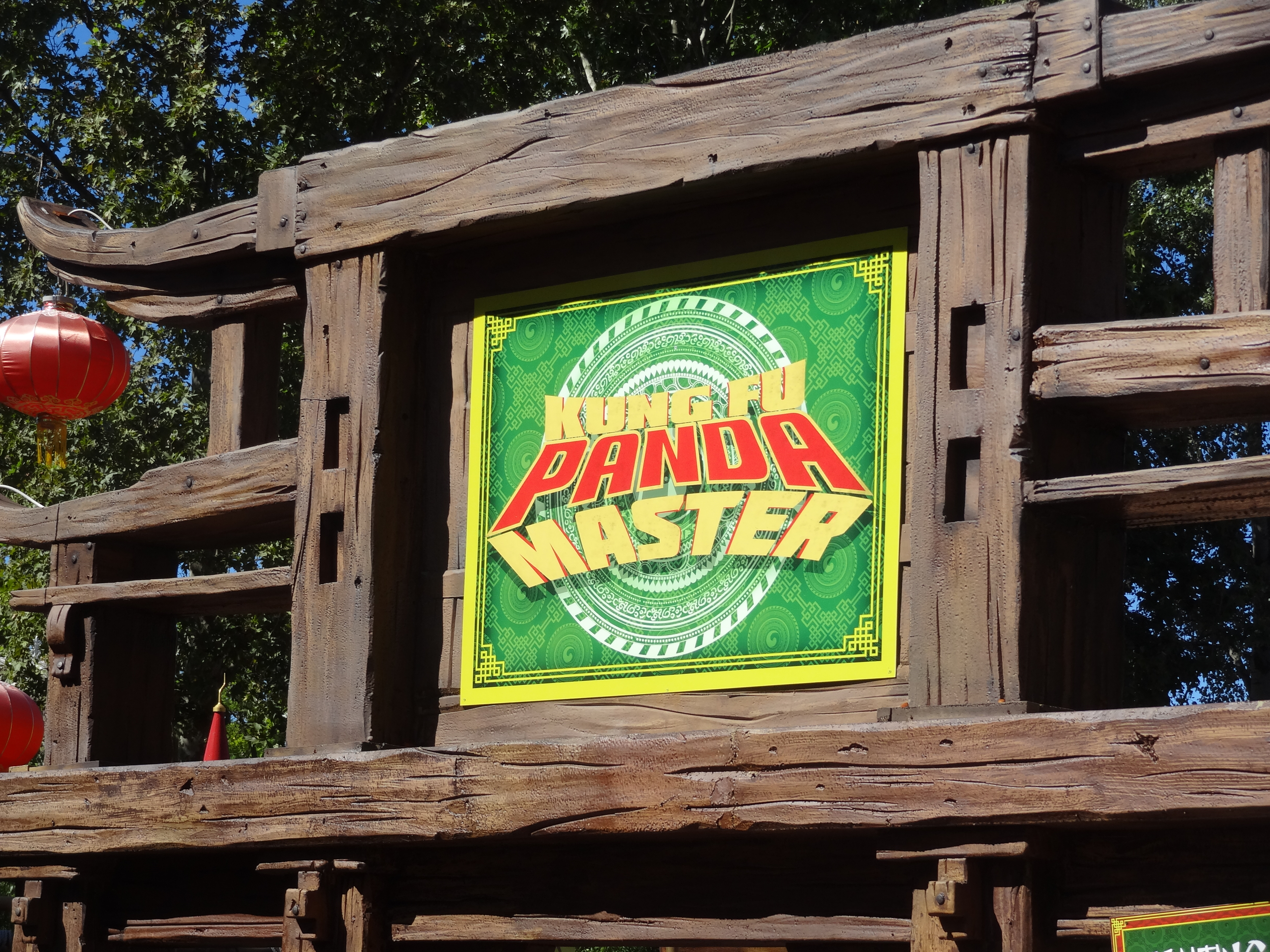

Тематична зона Po's Kung Fu Garden була відкрита в 2012 році в DreamWorks Experience, одній з тематичних земель в австралійському тематичному парку Dreamworld. Починаючи з 2012 року, сад Кунг-фу По складається лише з невеликої території, де є можливість для фотографії По. Наприкінці 2012 року до цього району було додано додаткові атракціони та атракціони.
Мультисенсорний атракціон, оснований на Кунг-фу Панда, відкрився 15 червня 2018 року в Universal Studios Hollywood. [35]
1 жовтня 2020 року в аквапарку DreamWorks відкрився дитячий ігровий майданчик на тему панда Кунг-фу. [36]